# Société belge pour l'amélioration du sort de la femme
Ne doit pas être confondu avec Société pour l'amélioration du sort de la femme et la revendication de ses droits.
La Société belge pour l'amélioration du sort de la femme (SASF) est une organisation fondée 1897 et destinée à promouvoir l'indépendance économique des femmes et leur accès aux études supérieures et à l'ensemble des professions.

## Histoire
Élise Beeckman en est la première présidente.
En 1905, le Conseil national des femmes belges nouvellement créé rassemble la Société belge pour l'amélioration du sort de la femme, la Ligue belge du droit des femmes, et l'Union des femmes belges contre  l'alcoolisme comme associations constitutives, comme ce sera le cas plus tard pour la Fédération belge pour le suffrage des femmes en 1913,. La SASF a une vision féministe plus radicale que celle de la Ligue des droits des femmes.
Lors de la Première Guerre mondiale, la SASF crée les Foyers de la Femme, afin de proposer un hébergement ou de l'aide ponctuelle à des femmes seules ou en difficulté. Sept foyers sont ouverts en Belgique.
La SASF dispose de cinq sections ayant chacune leur spécificité : une section pour l'allocation de bourses d'études, une section pour les travaux d'aiguilles, une section promouvant le sport féminin, un autre l'art féminin et une dernière scrutant les discriminations faites aux femmes.

## Objectifs
La SASF se concentre principalement sur les aspects liés aux inégalités envers les femmes dans les champs économiques, intellectuels et juridiques, qu'il s'agisse de leur statut ou des discriminations dont elles sont victimes. Ainsi, la SASF réclame l'égalité salariale entre femmes et hommes, la possibilité pour elles de siéger dans plusieurs structures institutionnelles qui leur sont alors fermées, comme les tribunaux de commerces, et les conseils de prud'hommes, d'hospice, bureaux de bienfaisance, etc..